# Laurence Zanchetta
Laurence Zanchetta (La Louvière, 1 augustus 1972) is een Belgisch politica voor de PS.

## Levensloop
Zanchetta werd in 1996 licentiate in de journalistiek en de communicatie aan de ULB. Van 1999 tot 2003 werkte ze als journaliste en reporter voor Radio Contact en van 2003 tot 2007 was ze journaliste en reporter bij de commerciële omroep RTL TVI.
In 2007 verliet Zanchetta de journalistiek om woordvoerster te worden van Christian Dupont, voor de PS minister in de federale regering en daarna in de Franse Gemeenschapsregering. Vervolgens was ze van 2009 tot 2019 woordvoerster van de SPW, de Gewestelijke Overheidsdienst van Wallonië. 
Bij de federale verkiezingen van mei 2019 werd Zanchetta vanop de achtste plaats van de PS-lijst in de kieskring Henegouwen verkozen in de Kamer van volksvertegenwoordigers. Ze werd actief in de commissies Gezondheid en Gelijke Kansen en Mobiliteit en Overheidsbedrijven en lid van het adviescomité voor maatschappelijke emancipatie. Op 6 oktober 2021 diende zij een wetsvoorstel in om doxing (het kwaadwillig verspreiden van persoonsgegevens) strafbaar te stellen. Bij de federale verkiezingen van juni 2024 kreeg ze de zesde plaats op de lijst, maar Zanchetta raakte niet herkozen.